# Cessair
Nella mitologia irlandese, Cessair (scritto anche Cesair e Ceasair; inglesizzato in Kesair) è stata, secondo il Libro delle invasioni, il capo dei primi abitanti dell'Irlanda prima del biblico diluvio universale.. La storia è un tentativo di cristianizzare una leggenda che è precedente alla conversione dell'isola al Cristianesimo, ma potrebbe anche essere il prodotto di una pseudostoria post-conversione.

## Mitologia
Cessair era la figlia del figlio (extrabiblico) di Noè, Bith, e di sua moglie Birren. Secondo la leggenda, quando al padre fu negato da Noè un posto sull'arca, Cessair lo convinse a costruire un idolo. Quest'idolo li avvisò che potevano scampare al diluvio grazie ad una barca. Cessair ed altri tre uomini, Bith, Fintan e Ladra, e cinque donne, salpò navigando per oltre sette anni. Approdarono in Irlanda a Dún na mBarc (Donemark, nella baia di Bantry della contea di Cork), quaranta giorni prima del diluvio, nell'anno 2242 a.C. secondo gli Annali dei Quattro Maestri, o 2361 a.C. secondo la cronologia di Seathrún Céitinn.
I tre uomini si divisero le donne come mogli. Cessair e sedici altre andarono a Fintan, in diciassette, tra cui Barann, andarono con Bith, ed altre sedici, tra cui Balba, con Ladra. Ladra morì, e le sue mogli furono divise tra Fintan e Bith. Anche Bith in seguito morì. Fintan si trovò con tutte le donne, e fuggì. Sei giorni prima del diluvio, Cessair morì d'infarto a Cuil Ceasrach nel Connacht. Si dice che sia stata sepolta sulla sommità del Knockmaa, dieci chilometri a sud-ovest di Tuam, contea di Galway.
Il resto delle persone di Cessair furono spazzate via dall'alluvione con l'eccezione di Fintan, che si trasformò in salmone. Dopo una serie di trasformazioni animali, ridiventò uomo raccontando alle persone la propria storia.
Una variante di questa leggenda, apparentemente contenuta nel libro di Druimm Snechta, dice che fu Banba a giungere in Irlanda con tre uomini e cinquanta donne, 240 anni prima del diluvio (2490 a.C. secondo la sua cronologia). Le sue persone vissero in Irlanda per quaranta anni e morirono di peste. Nello strano schema, Banba viene citato tra i Túatha Dé Danann che vissero in Irlanda molto dopo.
Seathrún Céitinn parla anche di una leggenda secondo cui tre pescatori spagnoli (Capa, Laigne e Luasad) furono deviati in Irlanda da una tempesta un anno prima del diluvio. Gli piacque, tanto che tornarono a casa a prendere le proprie mogli facendo ritorno poco prima del diluvio, venendone spazzati.